# Agathodaimon
Agathodaimon este o formație de black metal melodic din Mainz, Germania.

## Componență
- Sathonys - chitară, vocal
- Jan Jansohn - chitară
- Felix Ü. Walzer - instrumente cu clape
- Manuel Steitz - percuție
- Ashtrael - vocal

### Foști componenți
- Vlad Dracul - vocal, instrumente cu clape
- Marcel "Vampallens" -  instrumente cu clape
- Christine S. -  instrumente cu clape
- Marko Thomas - bas
- Darin "Eddie" Smith - bas
- Hyperion - chitară
- Frank Nordmann (Akaias) - vocal, chitară (1998-2007)
- Dan Byron - vocal
- Matthias R. - percuție
- Jonas Iscariot - vocal

## Discografie
Albume de studio
- Blacken the Angel (1998)
- Higher Art of Rebellion (1999)
- Chapter III (2001)
- Serpent's Embrace (2004)
- Phoenix (2009)
- In Darkness (2013)[1]

Albume compilație
- Tomb Sculptures (1997)

Extended plays
- Bislang (1999)

Albume demo
- Carpe Noctem (1996)
- Near Dark (1997)